# Adler Industries
Adler Industries war ein US-amerikanischer Hersteller von Automobilen.

## Unternehmensgeschichte
Das Unternehmen hatte seinen Sitz in Sandy in Utah. Es stellte 1994, etwa 1994 oder in den 1990er Jahren Automobile und Kit Cars her. Der Markenname lautete Adler, evtl. mit dem Zusatz 300 SLR. Als Person wird Frank Ehrmantraut genannt.

## Fahrzeuge
Das einzige Modell war die Nachbildung des Rennsportwagens Mercedes-Benz 300 SLR. Eine Quelle meint, das Fahrzeug sah aus wie ein Mercedes-Benz 300 SL als Roadster mit der Front des 300 SLR. Ein Rohrrahmen bildete die Basis. Verschiedene Motoren von Chevrolet mit 5700 cm³ und 7400 cm³ Hubraum trieben die Fahrzeuge an.